# Sylvester McCoy
Pour les articles homonymes, voir McCoy.
Sylvester McCoy, né Percy James Patrick Kent-Smith le 20 août 1943 à Dunoon, est un acteur britannique. Il est connu pour avoir tenu le rôle de la septième incarnation du Docteur dans la série britannique Doctor Who de 1987 à 1989 et pour son rôle de Radagast le Brun dans la trilogie de films Le Hobbit. 

## Enfance
Percy Kent-Smith est né à Dunoon, sur la péninsule de Cowal, d’une mère irlandaise et d’un père anglais. Son père, soldat dans le conflit de la Seconde Guerre mondiale, meurt quelques mois avant sa naissance.
Il fut principalement élevé à Dunoon où il est éduqué à la St. Mun's School. Entre l'âge de 12 et 16 ans, il souhaite être prêtre et étudie dans un seminaire à Aberdeen avant de laisser tomber la vocation sacerdotale. Il dit maintenant être devenu un athée convaincu. Après avoir fini ses études à la Dunoon Grammar School il part vivre à Londres et travaille comme agent d'assurance pendant 5 ans. Il travaille à The Roundhouse, un lieu de théâtre connu où son talent est découvert par l'acteur Ken Campbell (en).

## Carrière

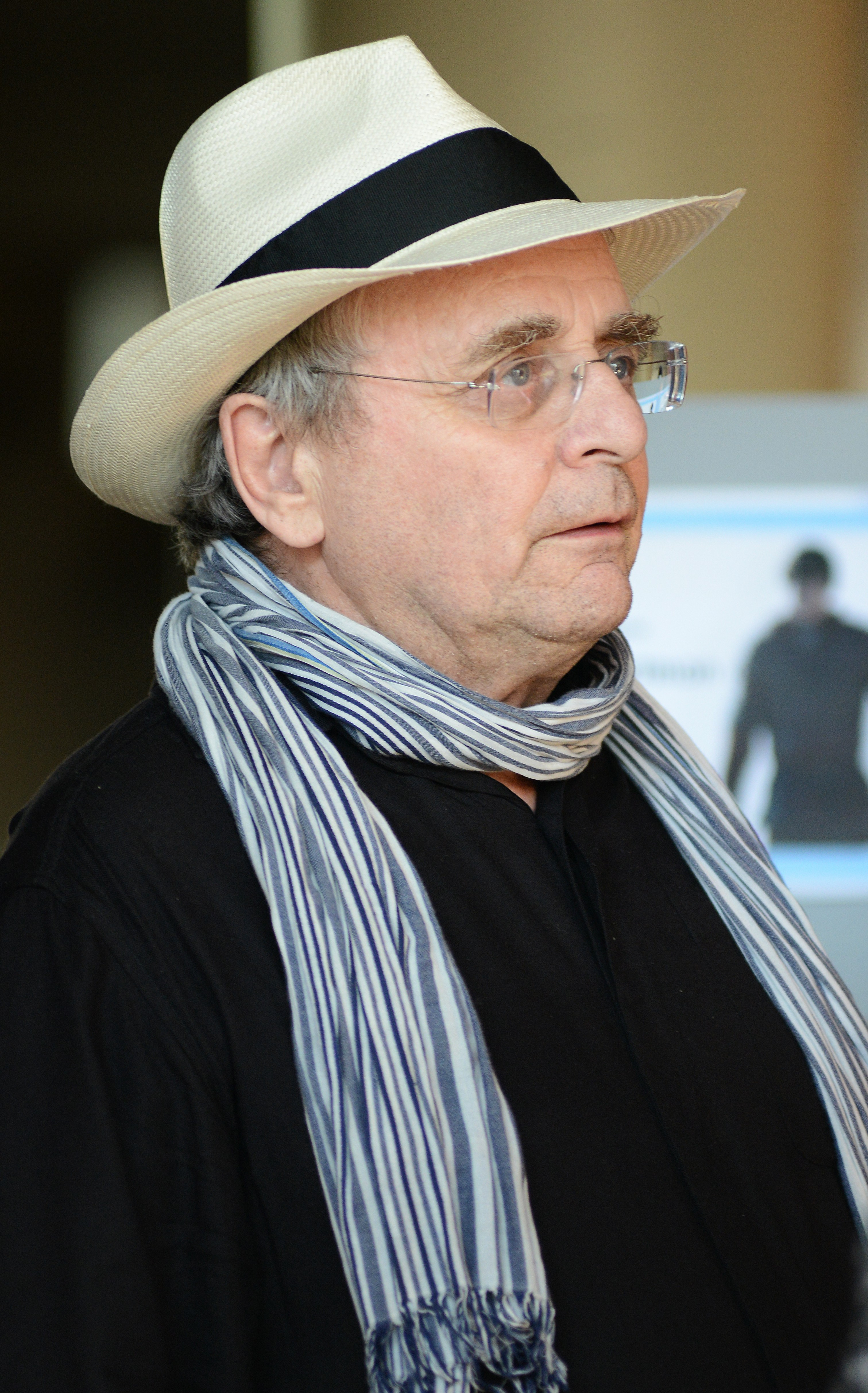
McCoy en 2014

À la suite de sa rencontre, il devient membre d'une troupe de théâtre expérimental nommée « The Ken Campbell Roadshow » et il campe plusieurs personnages, dont celui de « Sylveste McCoy » un cascadeur fictif dont les cascades consistent à se mettre une fourchette dans le nez ou à mettre le feu à sa tête. Le nom, trouvé par l'acteur Brian Murphy, donne lieu à une pièce de théâtre intitulée An Evening with Sylveste McCoy et dans laquelle, pour la blague, on fait croire que « Sylveste McCoy » est joué par « Sylveste McCoy ». Percy Kent-Smith adopte finalement ce nom en tant que nom de scène mais ajoute un « r » au prénom « Sylveste » car une superstition dit qu'avoir un nom de scène de treize lettres porte malheur.
Il se tourne vers la télévision et enchaîne les petits rôles dans des séries comme Vision On, Jigsaw, Tiswas. Il est une victime des inventions de Wilf Lunn dans Eureka et assiste StarStrider dans la série du même nom. Il effectue aussi un one man show où il imite tour à tour Stan Laurel et Buster Keaton. En 1979 il joue un petit rôle dans le film Dracula et chante à l'Opéra national du pays de Galles. En 1985 il tient le rôle d'Henry Robertson Bowers dans un téléfilm sur l'Expédition Terra Nova et intitulé The Last Place on Earth.

### Doctor Who

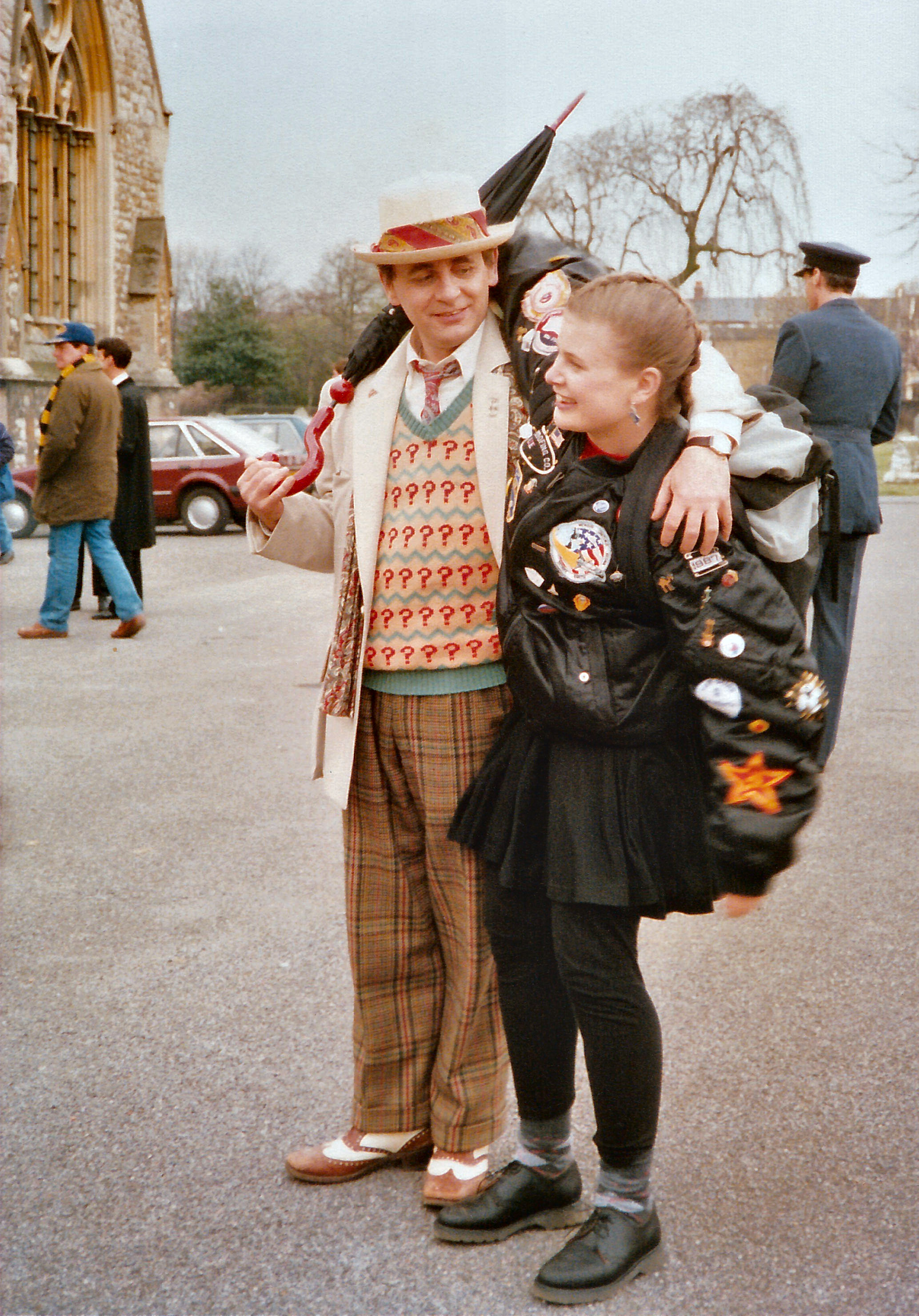
Sylvester McCoy et Sophie Aldred sur le tournage de Remembrance of the Daleks.

En 1987, Sylvester McCoy devient le septième acteur à incarner le Docteur dans la série de science-fiction Doctor Who succédant à Colin Baker. Celui-ci ayant refusé de filmer la scène de régénération, c'est McCoy qui tient son rôle brièvement en portant une perruque. Il reste durant trois saisons jusqu'à l'épisode de 1989 « Survival » à partir duquel la BBC ne renouvèle pas la série. Il tient aussi le rôle dans l'épisode spécial de 1993 « Dimensions in Time » et accepte de passer le flambeau en apparaissant au début du téléfilm Le Seigneur du Temps où Paul McGann devient le huitième Docteur et est réapparue dans son rôle du septième Docteur en 2022 lors l'épisode spécial à l'occasion des 100 ans de la BBC « The Power of the Doctor ».
Durant les trois années où il incarne le Docteur, son rôle change : d'abord sur le ton du clown et de la comédie, le personnage devient de plus en plus noir et manipulateur sous l'influence du "script-éditor" (sorte de superviseur des scénarios) Andrew Cartmel. Le septième Docteur semble agir comme un joueur d'échecs qui utilise les personnes comme des pions au sein d'un plan complexe. De plus, il est le seul à avoir un accent écossais, McCoy accentuant le roulement des "r" de son personnage. En 1990 après l'arrêt de la série, le septième Docteur sera cette année-là élu comme étant le meilleur Docteur selon les lecteurs du Doctor Who Magazine.

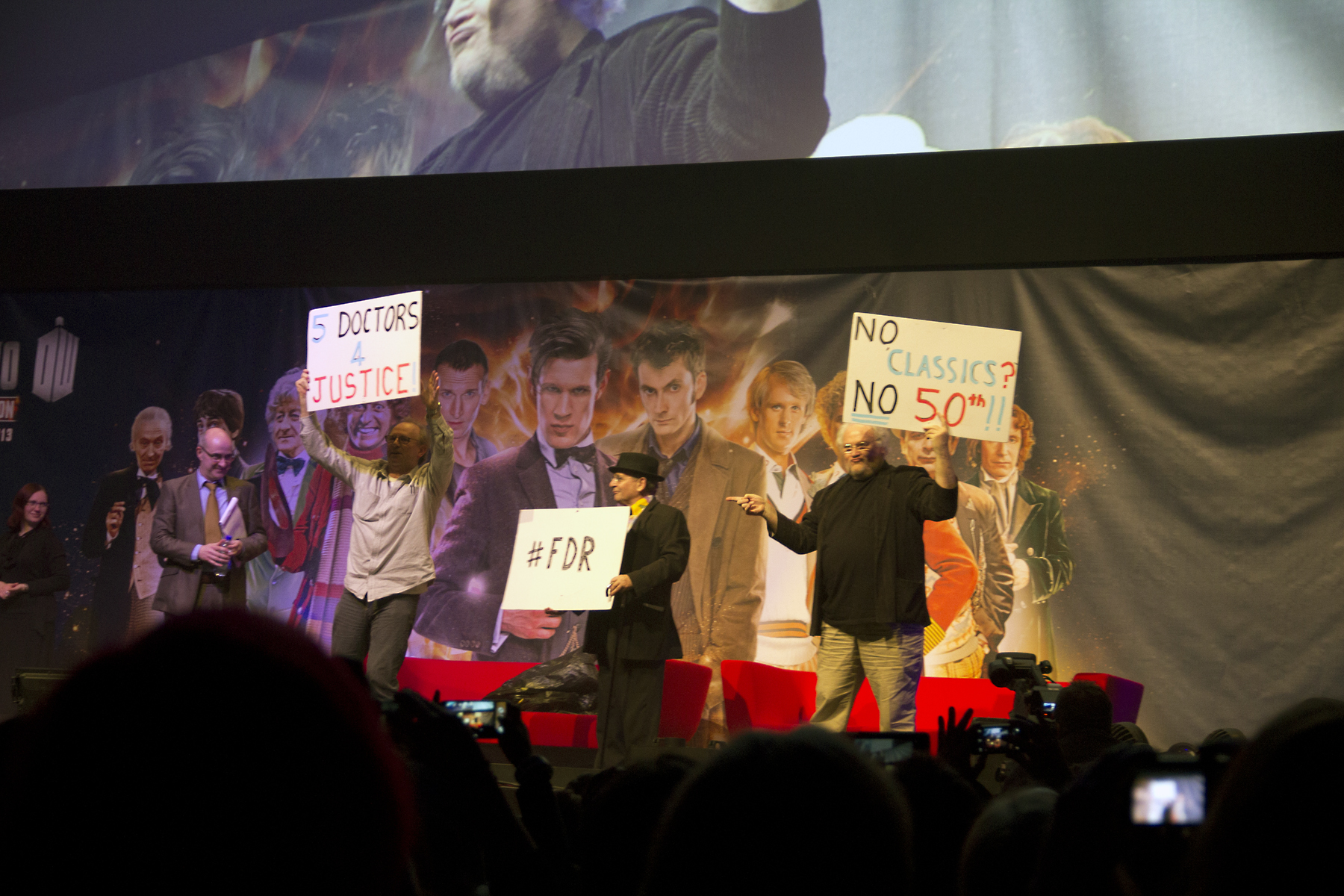
Peter Davison, McCoy et Colin Baker lors d'une convention pour les 50 ans de la série.

Toujours attaché au personnage du Docteur, McCoy le rejoue dans les années 2000 dans des pièces audiophoniques pour la compagnie "Big Finish." En novembre 2013 avec Colin Baker et Peter Davison il joue dans un court-métrage parodique nommé The Five(ish) Doctors Reboot.

### Carrière postDoctor Who
Dès 1988, alors qu'il joue dans Doctor Who, McCoy présente un programme pour enfant de la BBC nommé What's Your Story?, où les enfants sont invités à téléphoner pour suggérer la suite d'une histoire que l'on leur raconte. En 1991, il présente un documentaire inséré dans le coffret vidéo The Hartnell Years présentant les épisodes du premier Docteur de Doctor Who joué par William Hartnell.
Après son rôle du Docteur, il continue de jouer au théâtre dans des rôles de pantomime et des comédies de Molière. Il tient en 1996 le rôle de Grandpa Jock dans la pièce A Satire of the Four Estaites. La même année, il tient le rôle de Snuff dans The Cabaret of Dr Caligari une adaptation radio pour BBC Radio 4. En 1997, il joue le rôle du tueur Michael Sams dans le téléfilm Beyond Fear sur Channel 5.
Il fait aussi beaucoup d'apparitions en tant que second rôle dans des séries comme The Bill. Il joue le frère malade mental du personnage principal dans Rab C. Nesbitt ainsi que celui d'un ermite qui n'a jamais quitté sa maison dans un épisode de la comédie Still Game.
Au Broadway Theater de Londres, il tient le rôle du shérif de Nottingham dans une version musicale de Robin des Bois par Laurence Mark Wythe. Il tient aussi le rôle de Dowling dans une version de la BBC du roman d'Henry Fielding Histoire de Tom Jones, enfant trouvé. En 2001, il apparaît dans la comédie de Paul Sellar "The Dead Move Fast" pour le  Edinburgh Festival Fringe, playing dans le rôle du Docteur Mallinson.

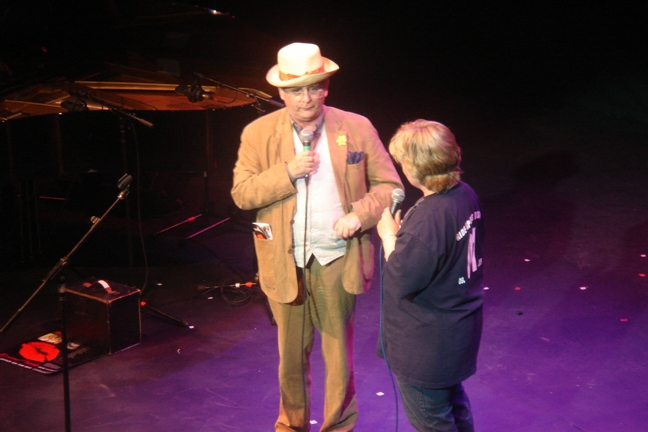
McCoy et Sandi Toksvig dans The Lovely Russell Concert en juin 2008

 Par la suite, McCoy joue avec la Royal Shakespeare Company dans Le Lion, la Sorcière blanche et l'Armoire magique et dans Le Roi Lear en 2007, tenant le rôle du bouffon de Lear, interprété par Ian McKellen dans lequel on le voit utiliser sa capacité à faire de la musique avec des cuillères. La pièce se joue à Melbourne en Australie à l'été 2007, puis à Wellington et à Auckland en Nouvelle-Zélande à la fin de l'été, avant de se jouer au New London Theatre à la de fin de l'année 2007 et de finir en janvier 2008. La même année, la pièce fut adaptée en téléfilm avec les mêmes acteurs.
En mai 2008, il joue avec la Carl Rosa Company dans l'opérette The Mikado de Gilbert et Sullivan. En 2009, il joue le personnage de Mr. Mushnik dans une adaptation de La Petite Boutique des horreurs 
En octobre 2008, on le retrouve dans le rôle d'un ventriloque blessé dans la série médicale de la BBC Casualty et le même mois, dans une autre série médicale, Doctors où il se parodie dans le rôle d'un ancien acteur célèbre pour avoir joué un voyageur temporel dans une série intitulée "The Amazing Lollipop Man" ("le fantastique homme-sucette."),
Après avoir été un temps senti pour tenir le rôle de Bilbo Baggins dans les adaptations du Seigneur des anneaux par Peter Jackson, il tient en 2011 le rôle de Radagast le Brun dans la trilogie de films Le Hobbit au côté de son ami Ian McKellen. Le rôle est une composition spéciale pour les films, Radagast ayant seulement été évoqué dans l'œuvre de Tolkien.

### Jeux vidéo
Sylvester McCoy reprit son rôle du septième Docteur pour une voix dans le jeu vidéo de 1997 Doctor Who: Destiny of the Doctors.

## Filmographie

### Cinéma
| Année | Titre                                   | Rôle              | Notes                           |
| ----- | --------------------------------------- | ----------------- | ------------------------------- |
| 1979  | Dracula                                 | Walter            | Sous le nom de "Sylveste McCoy" |
| 1979  | All the Fun of the Fair                 | Scotch Jack       |                                 |
| 1987  | Three Kinds of Heat                     | Harry Pimm        |                                 |
| 1995  | Leapin' Leprechauns!                    | Flynn             |                                 |
| 1996  | Spellbreaker: Secret of the Leprechauns | Flynn             |                                 |
| 2000  | The Mumbo Jumbo                         | Mr. Tallman       |                                 |
| 2002  | The Shieling of the One Night           | Fergus            | Court-métrage                   |
| 2004  | Griffin                                 | Grim              |                                 |
| 2008  | Pass Them On                            | L'administrateur  | Court-métrage                   |
| 2009  | The Academy                             | Felix             | Court-métrage                   |
| 2009  | The Academy Part 2: First Impressions   | Felix             |                                 |
| 2010  | Punk Strut: The Movie                   | Dj                |                                 |
| 2012  | Le Hobbit : Un voyage inattendu         | Radagast          |                                 |
| 2013  | The Christmas Candle                    | Edward Haddington |                                 |
| 2013  | Le Hobbit : La Désolation de Smaug      | Radagast          |                                 |
| 2013  | Quest: A Tall Tale                      | Ardan             |                                 |
| 2014  | The Seventeenth Kind                    | Rusty             | Court-métrage                   |
| 2014  | Le Hobbit : La Bataille des Cinq Armées | Radagast          |                                 |
| 2015  | When the Devil Rides Out                | Walther           |                                 |
| 2015  | Journey Bound                           | Le Mécanicien     |                                 |
| 2015  | The Candy House                         | Norman Davies     |                                 |
| 2017  | Slumber                                 | Amado             |                                 |

### Télévision
| Année     | Titre                                     | Rôle                                      | Notes                                  |
| --------- | ----------------------------------------- | ----------------------------------------- | -------------------------------------- |
| 1965      | Vision On                                 | Différents rôles                          |                                        |
| 1973      | Roberts Robots                            | L'Entraineur des robots                   | Épisode: "Dial C for Chaos"            |
| 1975      | Lucky Feller                              | Non crédité                               | Épisode pilote                         |
| 1977      | For the Love of Albert                    | Membre de l’équipe                        | Épisode inconnu                        |
| 1979      | Jigsaw                                    | O-Man                                     |                                        |
| 1979      | Turning Year Tales                        | Turps                                     | Épisode: "Big Jim and the Figaro Club" |
| 1979      | Jackanory                                 | Lecteur                                   | Épisode: "Charlie et la Chocolaterie"  |
| 1980      | BBC2 Playhouse                            | Kerwin                                    | Épisode: "Electric in the City"        |
| 1981      | Big Jim and the Figaro Club               | Turps                                     | 5 épisodes                             |
| 1981      | Tiny Revolutions                          | Comédien de cabaret                       | Téléfilm                               |
| 1981      | Tiswas                                    | Différents rôles                          |                                        |
| 1982      | Eureka                                    | Différents rôles                          |                                        |
| 1983      | Eureka                                    | PC Dunworthy                              |                                        |
| 1984      | Starstrider                               | Wart                                      |                                        |
| 1985      | The Last Place on Eart]                   | Lieutenant 'Birdie' Bowers                | 6 épisodes                             |
| 1985      | No 73                                     | Moving man                                | Épisode: "Moving Space"                |
| 1985      | Eureka                                    | Différents rôles                          | 2 épisodes                             |
| 1985      | Dramarama                                 | Donald                                    | Épisode: "Frog"                        |
| 1987-1989 | Doctor Who                                | Le Docteur                                | 42 épisodes                            |
| 1988      | What's Your Story?                        | Présentateur                              |                                        |
| 1989      | The Noel Edmonds Saturday Roadshow        | Le Docteur                                |                                        |
| 1990      | Doctor Who: Search Out Space              | Le septième Docteur                       | Épisode spécial                        |
| 1991      | Thrill Kill Video Club                    | Spoons                                    | Direct to Vidéo                        |
| 1993      | Jackanory                                 | Le conteur                                | 2 épisodes                             |
| 1993      | Doctor Who: Dimensions in Time            | Le septième Docteur                       | Épisode spécial                        |
| 1993      | The Airzone Solution                      | Anthony Stanwick                          | Direct to Vidéo                        |
| 1994      | Frank Stubbs                              | Angus                                     | Épisode: "Mr. Chairman"                |
| 1994      | The Zero Imperative                       | Dr. Colin Dove                            | Direct to Vidéo                        |
| 1996      | Rab C. Nesbitt                            | Gash Senior                               | Épisode: "Father"                      |
| 1996      | Le Seigneur du Temps                      | Le septième Docteur                       | Téléfilm                               |
| 1997      | Histoire de Tom Jones, enfant trouvé      | Mr. Dowling                               | 4 épisodes                             |
| 1997      | Beyond Fear                               | Michael Sams                              | Téléfilm                               |
| 1999      | See It Saw It                             | Bouffon                                   | 1 épisode                              |
| 2001      | See It Saw It                             | The Lord High Chamberlain / Aunt Grizelda | Épisode: "Courage and Adventure"       |
| 2001      | Do You Have a License to Save This Planet | Le podologue                              | Court-métrage                          |
| 2001      | Casualty                                  | Kev the Rev                               | Épisode: "Life and Soul"               |
| 2001-2002 | Doctor Who: Death Comes to Time           | Le septième Docteur                       | 5 épisodes                             |
| 2002      | Hollyoaks                                 | Leonard Cave                              | 1 épisode                              |
| 2002      | The Bill                                  | Ian Drew                                  | Épisode: "010"                         |
| 2004      | Still Game                                | Archie                                    | Épisode: "Oot"                         |
| 2006      | The Bill                                  | Morris Shaw                               | Épisode: "457"                         |
| 2006      | Mayo                                      | Révérend Beaver                           | 1 épisode                              |
| 2008      | Great Performances                        | Le Fou                                    | Épisode:: "King Lear"                  |
| 2008      | Le roi Lear                               | Le Fou                                    | Téléfilm                               |
| 2008      | Casualty                                  | Ashley Millington                         | Épisode: "The Evil That Men Do"        |
| 2008      | Doctors                                   | Graham Capelli / The Amazing Lollipop Man | Épisode: "The Lollipop Man"            |
| 2009      | Al Murray's Multiple Personality Disorder | Le Docteur Nazi                           | 1 épisode                              |
| 2012      | Highway to Hell                           | Direct to Vidéo                           |                                        |
| 2012      | The Academy: Special                      | Felix                                     | Téléfilm                               |
| 2013      | Doctor Who: The Ultimate Guide            | Lui-même                                  |                                        |
| 2013      | Doctor Who: The Day of the Doctor         | Le septième Docteur                       | Épisode spécial 50 ans                 |
| 2013      | The Five(ish) Doctors Reboot              | Lui-même                                  |                                        |
| 2015      | Crims                                     | Mr. Dunlop                                | Épisode: "Day Thirty-Six"              |
| 2017-2018 | Sense8                                    | Vieil Homme de Hoy                        |                                        |
| 2021      | Doctor Who: 24 Carat                      | Le septième Docteur                       | Mini-épisode                           |
| 2022      | Doctor Who: The Power of the Doctor       | Le septième Docteur                       | Épisode spécial centenaire BBC         |
| 2023      | Tales of the TARDIS                       | Le septième Docteur                       | Épisode: "The Curse of Fenric"         |